# Élections municipales de 2014 dans le Cantal
Les élections municipales se sont déroulées les 23 et 30 mars 2014 dans le Cantal.

## Maires sortants et maires élus
| Commune                       | Population | Maire sortant          | Parti | Parti | Maire élu              | Parti | Parti |
| ----------------------------- | ---------- | ---------------------- | ----- | ----- | ---------------------- | ----- | ----- |
| Arpajon-sur-Cère              | 6 144      | Roger Destannes        |       | PS    | Michel Roussy          |       | PS    |
| Aurillac                      | 27 338     | Pierre Mathonier       |       | PS    | Pierre Mathonier       |       | PS    |
| Champagnac                    | 1 062      | Jacques Auchabie       |       | DVD   | Gilles Rios            |       | DVD   |
| Champs-sur-Tarentaine-Marchal | 1 026      | Daniel Chevaleyre      |       | DVG   | Daniel Chevaleyre      |       | DVG   |
| Condat                        | 1 011      | Jean Mage              |       | DVD   | Jean Mage              |       | DVD   |
| Jussac                        | 1 907      | Alain Bruneau          |       | DVG   | Alain Bruneau          |       | DVG   |
| Lanobre                       | 1 442      | Jean-Jacques Vialleix  |       | UMP   | Jean-Jacques Vialleix  |       | UMP   |
| Massiac                       | 1 826      | Michel Destannes       |       | PS    | Michel Destannes       |       | PS    |
| Mauriac                       | 3 819      | Gérard Leymonie        |       | DVD   | Gérard Leymonie        |       | DVD   |
| Maurs                         | 2 166      | François Bounie        |       | PS    | Christian Rouzieres    |       | PS    |
| Murat                         | 1 947      | Bernard Villaret       |       | DVD   | Gilles Chabrier        |       | DVD   |
| Naucelles                     | 1 914      | Christian Poulhes      |       | PS    | Christian Poulhes      |       | PS    |
| Neuvéglise                    | 1 085      | Claude Bonnefoy        |       | DVG   | Céline Charriaud       |       | DVG   |
| Pleaux                        | 1 570      | Marc Sepchat           |       | DVD   | Christian Lafarge      |       | DVG   |
| Polminhac                     | 1 104      | Francis Boissonnade    |       | DVG   | Jean-Louis Robert      |       | DVD   |
| Reilhac                       | 1 075      | Jean-Pierre Picard     |       | DVG   | Jean-Pierre Picard     |       | DVG   |
| Riom-ès-Montagnes             | 2 681      | Guy Delteil            |       | UMP   | François Boisset       |       | PCF   |
| Roannes-Saint-Mary            | 1 021      | Albert Chandon         |       | DVD   | Géraud Meral           |       | DVD   |
| Saint-Cernin                  | 1 086      | Noël Delourme          |       | DVG   | André Dujols           |       | DVG   |
| Saint-Flour                   | 6 665      | Pierre Jarlier         |       | DVD   | Pierre Jarlier         |       | DVD   |
| Saint-Georges                 | 1 094      | Jean-Jacques Monloubou |       | DVG   | Jean-Jacques Monloubou |       | DVG   |
| Saint-Mamet-la-Salvetat       | 1 555      | Éric Fevrier           |       | DVD   | Éric Fevrier           |       | DVD   |
| Saint-Paul-des-Landes         | 1 492      | Jean-Pierre Dabernat   |       | MRC   | Jean-Pierre Dabernat   |       | MRC   |
| Saint-Simon                   | 1 102      | Daniel Fabre           |       | DVD   | Daniel Fabre           |       | DVD   |
| Sansac-de-Marmiesse           | 1 301      | Georges Juillard       |       | PCF   | Georges Juillard       |       | PCF   |
| Vézac                         | 1 172      | Alain Verouil          |       | PS    | Jean-Luc Lentier       |       | PS    |
| Vic-sur-Cère                  | 1 976      | Louis-Jacques Liandier |       | UMP   | Dominique Bru          |       | PS    |
| Ydes                          | 1 822      | Guy Lacam              |       | DVD   | Guy Lacam              |       | DVD   |
| Ytrac                         | 3 937      | Thierry Galeau         |       | PG    | Roland Cornet          |       | DVD   |

### Résultats en nombre de maires
| Partis       | Partis                            | Maires sortants | Maires élus | Évolution     |
| ------------ | --------------------------------- | --------------- | ----------- | ------------- |
|              | Divers gauche                     | 7               | 8           | 1             |
|              | Parti socialiste                  | 6               | 7           | 1             |
|              | PG                                | 1               | 0           | 1             |
|              | PCF                               | 1               | 2           | 1             |
|              | MRC                               | 1               | 1           | en stagnation |
| Total gauche | Total gauche                      | 16              | 17          | 1             |
|              | Divers droite                     | 10              | 11          | 1             |
|              | Union pour un mouvement populaire | 3               | 1           | 2             |
| Total droite | Total droite                      | 13              | 12          | 1             |
| Total        | Total                             | 29              | 29          | -             |

## Résultats dans les communes de plus de1 000 habitants

### Arpajon-sur-Cère
- Maire sortant : Roger Destannes (PS)
- 29 sièges à pourvoir au conseil municipal (population légale 2011 : 6 144 habitants)
- 6 sièges à pourvoir au conseil communautaire (CA du Bassin d'Aurillac)

| Tête de liste  | Tête de liste    | Liste          | Premier tour | Premier tour | Second tour | Second tour | Sièges | Sièges |
| Tête de liste  | Tête de liste    | Liste          | Voix         | %            | Voix        | %           | CM     | CC     |
| -------------- | ---------------- | -------------- | ------------ | ------------ | ----------- | ----------- | ------ | ------ |
|                | Michel Roussy    | PS             | 1 538        | 47,82        | 1 601       | 50,23       | 22     | 5      |
|                | Jean Bruel       | DVD            | 1 008        | 31,34        | 1 017       | 31,91       | 5      | 1      |
|                | Chantal Mazieres | PCF            | 670          | 20,83        | 569         | 17,85       | 2      |        |
|                |                  |                |              |              |             |             |        |        |
| Inscrits       | Inscrits         | Inscrits       | 4 984        | 100,00       | 4 984       | 100,00      |        |        |
| Abstentions    | Abstentions      | Abstentions    | 1 481        | 29,72        | 1 620       | 32,50       |        |        |
| Votants        | Votants          | Votants        | 3 503        | 70,28        | 3 364       | 67,50       |        |        |
| Blancs et nuls | Blancs et nuls   | Blancs et nuls | 287          | 8,19         | 177         | 5,26        |        |        |
| Exprimés       | Exprimés         | Exprimés       | 3 216        | 91,81        | 3 187       | 94,74       |        |        |

### Aurillac
- Maire sortant : Pierre Mathonier (PS)
- 35 sièges à pourvoir au conseil municipal (population légale 2011 : 27 338 habitants)
- 29 sièges à pourvoir au conseil communautaire (CA du Bassin d'Aurillac)

|                          | Pierre Mathonier * | PS             | 5 412  | 51,05  | 27 | 22 |  |  |
|                          | Jean-Antoine Moins | UMP            | 4 294  | 40,50  | 7  | 6  |  |  |
|                          | Stéphane Fréchou   | DVG            | 894    | 8,43   | 1  | 1  |  |  |
|                          |                    |                |        |        |    |    |  |  |
| Inscrits                 | Inscrits           | Inscrits       | 17 467 | 100,00 |    |    |  |  |
| Abstentions              | Abstentions        | Abstentions    | 6 209  | 35,55  |    |    |  |  |
| Votants                  | Votants            | Votants        | 11 258 | 64,45  |    |    |  |  |
| Blancs et nuls           | Blancs et nuls     | Blancs et nuls | 658    | 5,84   |    |    |  |  |
| Exprimés                 | Exprimés           | Exprimés       | 10 600 | 94,16  |    |    |  |  |
| * Liste du maire sortant |                    |                |        |        |    |    |  |  |

### Champagnac
- Maire sortant : Jacques Auchabie
- 15 sièges à pourvoir au conseil municipal (population légale 2011 : 1 062 habitants)
- 4 sièges à pourvoir au conseil communautaire (CC Sumène Artense)

|                | Gilles Rios           | DVD            | 380 | 52,85  | 12 | 3 |  |  |
|                | Jean-Pierre Galeyrand | DVG            | 339 | 47,14  | 3  | 1 |  |  |
|                |                       |                |     |        |    |   |  |  |
| Inscrits       | Inscrits              | Inscrits       | 941 | 100,00 |    |   |  |  |
| Abstentions    | Abstentions           | Abstentions    | 180 | 19,13  |    |   |  |  |
| Votants        | Votants               | Votants        | 761 | 80,87  |    |   |  |  |
| Blancs et nuls | Blancs et nuls        | Blancs et nuls | 42  | 5,52   |    |   |  |  |
| Exprimés       | Exprimés              | Exprimés       | 719 | 94,48  |    |   |  |  |

### Champs-sur-Tarentaine-Marchal
- Maire sortant : Daniel Chevaleyre
- 15 sièges à pourvoir au conseil municipal (population légale 2011 : 1 026 habitants)
- 4 sièges à pourvoir au conseil communautaire (CC Sumène Artense)

|                          | Daniel Chevaleyre * | DVG            | 412 | 64,07  | 13 | 3 |  |  |
|                          | Thierry Fonty       | DVD            | 231 | 35,92  | 2  | 1 |  |  |
|                          |                     |                |     |        |    |   |  |  |
| Inscrits                 | Inscrits            | Inscrits       | 917 | 100,00 |    |   |  |  |
| Abstentions              | Abstentions         | Abstentions    | 215 | 23,45  |    |   |  |  |
| Votants                  | Votants             | Votants        | 702 | 76,55  |    |   |  |  |
| Blancs et nuls           | Blancs et nuls      | Blancs et nuls | 59  | 8,40   |    |   |  |  |
| Exprimés                 | Exprimés            | Exprimés       | 643 | 91,60  |    |   |  |  |
| * Liste du maire sortant |                     |                |     |        |    |   |  |  |

### Condat
- Maire sortant : Jean Mage
- 15 sièges à pourvoir au conseil municipal (population légale 2011 : 1 011 habitants)
- 3 sièges à pourvoir au conseil communautaire (CC du Pays Gentiane)

|                          | Jean Mage *    | DVD            | 397 | 100,00 | 15 | 3 |  |  |
|                          |                |                |     |        |    |   |  |  |
| Inscrits                 | Inscrits       | Inscrits       | 799 | 100,00 |    |   |  |  |
| Abstentions              | Abstentions    | Abstentions    | 207 | 25,91  |    |   |  |  |
| Votants                  | Votants        | Votants        | 592 | 74,09  |    |   |  |  |
| Blancs et nuls           | Blancs et nuls | Blancs et nuls | 195 | 32,94  |    |   |  |  |
| Exprimés                 | Exprimés       | Exprimés       | 397 | 67,06  |    |   |  |  |
| * Liste du maire sortant |                |                |     |        |    |   |  |  |

### Jussac
- Maire sortant : Jean-Claude Maurel
- 19 sièges à pourvoir au conseil municipal (population légale 2011 : 1 907 habitants)
- 3 sièges à pourvoir au conseil communautaire (CA du Bassin d'Aurillac)

|                | Alain Bruneau        | DVG            | 653   | 55,62  | 15 | 2 |  |  |
|                | Jean-François Rodier | SE             | 521   | 44,37  | 4  | 1 |  |  |
|                |                      |                |       |        |    |   |  |  |
| Inscrits       | Inscrits             | Inscrits       | 1 568 | 100,00 |    |   |  |  |
| Abstentions    | Abstentions          | Abstentions    | 330   | 21,05  |    |   |  |  |
| Votants        | Votants              | Votants        | 1 238 | 78,95  |    |   |  |  |
| Blancs et nuls | Blancs et nuls       | Blancs et nuls | 64    | 5,17   |    |   |  |  |
| Exprimés       | Exprimés             | Exprimés       | 1 174 | 94,83  |    |   |  |  |

### Lanobre
- Maire sortant : Jean-Jacques Vialleix
- 15 sièges à pourvoir au conseil municipal (population légale 2011 : 1 442 habitants)
- 6 sièges à pourvoir au conseil communautaire (CC Sumène Artense)

|                          | Jean-Jacques Vialleix * | SE             | 583   | 58,53  | 12 | 5 |  |  |
|                          | Pascal Lorenzo          | DVD            | 413   | 41,46  | 3  | 1 |  |  |
|                          |                         |                |       |        |    |   |  |  |
| Inscrits                 | Inscrits                | Inscrits       | 1 261 | 100,00 |    |   |  |  |
| Abstentions              | Abstentions             | Abstentions    | 209   | 16,57  |    |   |  |  |
| Votants                  | Votants                 | Votants        | 1 052 | 83,43  |    |   |  |  |
| Blancs et nuls           | Blancs et nuls          | Blancs et nuls | 56    | 5,32   |    |   |  |  |
| Exprimés                 | Exprimés                | Exprimés       | 996   | 94,68  |    |   |  |  |
| * Liste du maire sortant |                         |                |       |        |    |   |  |  |

### Massiac
- Maire sortant : Michel Destannes
- 19 sièges à pourvoir au conseil municipal (population légale 2011 : 1 826 habitants)
- 10 sièges à pourvoir au conseil communautaire (CC Hautes Terres Communauté)

| Tête de liste            | Tête de liste      | Liste          | Premier tour | Premier tour | Second tour | Second tour | Sièges | Sièges |
| Tête de liste            | Tête de liste      | Liste          | Voix         | %            | Voix        | %           | CM     | CC     |
| ------------------------ | ------------------ | -------------- | ------------ | ------------ | ----------- | ----------- | ------ | ------ |
|                          | Michel Destannes * | PS             | 517          | 48,27        | 631         | 57,10       | 15     | 8      |
|                          | Guy Coumoul        | DVD            | 291          | 27,17        | 474         | 42,89       | 4      | 2      |
|                          | Didier Achalme     | SE             | 263          | 24,55        |             |             |        |        |
|                          |                    |                |              |              |             |             |        |        |
| Inscrits                 | Inscrits           | Inscrits       | 1 417        | 100,00       | 1 417       | 100,00      |        |        |
| Abstentions              | Abstentions        | Abstentions    | 300          | 21,17        | 268         | 18,91       |        |        |
| Votants                  | Votants            | Votants        | 1 117        | 78,83        | 1 149       | 81,09       |        |        |
| Blancs et nuls           | Blancs et nuls     | Blancs et nuls | 46           | 4,12         | 44          | 3,83        |        |        |
| Exprimés                 | Exprimés           | Exprimés       | 1 071        | 95,88        | 1 105       | 96,17       |        |        |
| * Liste du maire sortant |                    |                |              |              |             |             |        |        |

### Mauriac
- Maire sortant : Gérard Leymonie
- 27 sièges à pourvoir au conseil municipal (population légale 2011 : 3 819 habitants)
- 10 sièges à pourvoir au conseil communautaire (CC du Pays de Mauriac)

|                          | Gérard Leymonie * | DVD            | 1 030 | 57,73  | 22 | 8 |  |  |
|                          | Claudine Royer    | DVG            | 754   | 42,26  | 5  | 2 |  |  |
|                          |                   |                |       |        |    |   |  |  |
| Inscrits                 | Inscrits          | Inscrits       | 2 794 | 100,00 |    |   |  |  |
| Abstentions              | Abstentions       | Abstentions    | 802   | 28,70  |    |   |  |  |
| Votants                  | Votants           | Votants        | 1 992 | 71,30  |    |   |  |  |
| Blancs et nuls           | Blancs et nuls    | Blancs et nuls | 208   | 10,44  |    |   |  |  |
| Exprimés                 | Exprimés          | Exprimés       | 1 784 | 89,56  |    |   |  |  |
| * Liste du maire sortant |                   |                |       |        |    |   |  |  |

### Maurs
- Maire sortant : François Bounie
- 19 sièges à pourvoir au conseil municipal (population légale 2011 : 2 166 habitants)
- 10 sièges à pourvoir au conseil communautaire (CC de la Châtaigneraie Cantalienne)

|                | Christian Rouzieres   | DVG            | 727   | 60,28  | 16 | 8 |  |  |
|                | Claude Régine Bonnard | DVD            | 479   | 39,71  | 3  | 2 |  |  |
|                |                       |                |       |        |    |   |  |  |
| Inscrits       | Inscrits              | Inscrits       | 1 688 | 100,00 |    |   |  |  |
| Abstentions    | Abstentions           | Abstentions    | 377   | 22,33  |    |   |  |  |
| Votants        | Votants               | Votants        | 1 311 | 77,67  |    |   |  |  |
| Blancs et nuls | Blancs et nuls        | Blancs et nuls | 105   | 8,01   |    |   |  |  |
| Exprimés       | Exprimés              | Exprimés       | 1 206 | 91,99  |    |   |  |  |

### Murat
- Maire sortant : Bernard Villaret
- 19 sièges à pourvoir au conseil municipal (population légale 2011 : 1 947 habitants)
- 6 sièges à pourvoir au conseil communautaire (CC Hautes Terres Communauté)

|                          | Gilles Chabrier    | DVD            | 611   | 53,78  | 15 | 5 |  |  |
|                          | Bernard Villaret * | DVD            | 525   | 46,21  | 4  | 1 |  |  |
|                          |                    |                |       |        |    |   |  |  |
| Inscrits                 | Inscrits           | Inscrits       | 1 382 | 100,00 |    |   |  |  |
| Abstentions              | Abstentions        | Abstentions    | 215   | 15,56  |    |   |  |  |
| Votants                  | Votants            | Votants        | 1 167 | 84,44  |    |   |  |  |
| Blancs et nuls           | Blancs et nuls     | Blancs et nuls | 31    | 2,66   |    |   |  |  |
| Exprimés                 | Exprimés           | Exprimés       | 1 136 | 97,34  |    |   |  |  |
| * Liste du maire sortant |                    |                |       |        |    |   |  |  |

### Naucelles
- Maire sortant : Christian Poulhes
- 19 sièges à pourvoir au conseil municipal (population légale 2011 : 1 914 habitants)
- 3 sièges à pourvoir au conseil communautaire (CA du Bassin d'Aurillac)

|                          | Christian Poulhes * | DVG            | 746   | 69,71  | 16 | 3 |  |  |
|                          | Michel Laval        | SE             | 324   | 30,28  | 3  |   |  |  |
|                          |                     |                |       |        |    |   |  |  |
| Inscrits                 | Inscrits            | Inscrits       | 1 662 | 100,00 |    |   |  |  |
| Abstentions              | Abstentions         | Abstentions    | 485   | 29,18  |    |   |  |  |
| Votants                  | Votants             | Votants        | 1 177 | 70,82  |    |   |  |  |
| Blancs et nuls           | Blancs et nuls      | Blancs et nuls | 107   | 9,09   |    |   |  |  |
| Exprimés                 | Exprimés            | Exprimés       | 1 070 | 90,91  |    |   |  |  |
| * Liste du maire sortant |                     |                |       |        |    |   |  |  |

### Neuvéglise
- Maire sortant : Claude Bonnefoy
- 15 sièges à pourvoir au conseil municipal (population légale 2011 : 1 085 habitants)
- 7 sièges à pourvoir au conseil communautaire ()

|                | Céline Charriaud | SE             | 413 | 100,00 | 15 | 7 |  |  |
|                |                  |                |     |        |    |   |  |  |
| Inscrits       | Inscrits         | Inscrits       | 947 | 100,00 |    |   |  |  |
| Abstentions    | Abstentions      | Abstentions    | 220 | 23,23  |    |   |  |  |
| Votants        | Votants          | Votants        | 727 | 76,77  |    |   |  |  |
| Blancs et nuls | Blancs et nuls   | Blancs et nuls | 314 | 43,19  |    |   |  |  |
| Exprimés       | Exprimés         | Exprimés       | 413 | 56,81  |    |   |  |  |

### Pleaux
- Maire sortant : Marc Sepchat
- 19 sièges à pourvoir au conseil municipal (population légale 2011 : 1 570 habitants)
- 6 sièges à pourvoir au conseil communautaire (CC du Pays de Salers)

|                          | Christian Lafarge | DVG            | 720   | 57,14  | 15 | 5 |  |  |
|                          | Marc Sepchat *    | DVD            | 540   | 42,85  | 4  | 1 |  |  |
|                          |                   |                |       |        |    |   |  |  |
| Inscrits                 | Inscrits          | Inscrits       | 1 537 | 100,00 |    |   |  |  |
| Abstentions              | Abstentions       | Abstentions    | 216   | 14,05  |    |   |  |  |
| Votants                  | Votants           | Votants        | 1 321 | 85,95  |    |   |  |  |
| Blancs et nuls           | Blancs et nuls    | Blancs et nuls | 61    | 4,62   |    |   |  |  |
| Exprimés                 | Exprimés          | Exprimés       | 1 260 | 95,38  |    |   |  |  |
| * Liste du maire sortant |                   |                |       |        |    |   |  |  |

### Polminhac
- Maire sortant : Francis Boissonnade
- 15 sièges à pourvoir au conseil municipal (population légale 2011 : 1 104 habitants)
- 6 sièges à pourvoir au conseil communautaire (CC Cère et Goul en Carladès)

| Tête de liste  | Tête de liste     | Liste          | Premier tour | Premier tour | Second tour | Second tour | Sièges | Sièges |
| Tête de liste  | Tête de liste     | Liste          | Voix         | %            | Voix        | %           | CM     | CC     |
| -------------- | ----------------- | -------------- | ------------ | ------------ | ----------- | ----------- | ------ | ------ |
|                | Jean-Louis Robert | DVD            | 360          | 48,71        | 391         | 50,84       | 12     | 5      |
|                | Sébastien Collet  | SE             | 284          | 38,43        | 378         | 49,15       | 3      | 1      |
|                | Francine Poli     | SE             | 95           | 12,85        |             |             |        |        |
|                |                   |                |              |              |             |             |        |        |
| Inscrits       | Inscrits          | Inscrits       | 930          | 100,00       | 930         | 100,00      |        |        |
| Abstentions    | Abstentions       | Abstentions    | 155          | 16,67        | 138         | 14,84       |        |        |
| Votants        | Votants           | Votants        | 775          | 83,33        | 792         | 85,16       |        |        |
| Blancs et nuls | Blancs et nuls    | Blancs et nuls | 36           | 4,65         | 23          | 2,90        |        |        |
| Exprimés       | Exprimés          | Exprimés       | 739          | 95,35        | 769         | 97,10       |        |        |

### Reilhac
- Maire sortant : Jean-Pierre Picard
- 15 sièges à pourvoir au conseil municipal (population légale 2011 : 1 075 habitants)
- 2 sièges à pourvoir au conseil communautaire (CA du Bassin d'Aurillac)

|                          | Jean-Pierre Picard * | DVG            | 426 | 100,00 | 15 | 2 |  |  |
|                          |                      |                |     |        |    |   |  |  |
| Inscrits                 | Inscrits             | Inscrits       | 884 | 100,00 |    |   |  |  |
| Abstentions              | Abstentions          | Abstentions    | 300 | 33,94  |    |   |  |  |
| Votants                  | Votants              | Votants        | 584 | 66,06  |    |   |  |  |
| Blancs et nuls           | Blancs et nuls       | Blancs et nuls | 158 | 27,05  |    |   |  |  |
| Exprimés                 | Exprimés             | Exprimés       | 426 | 72,95  |    |   |  |  |
| * Liste du maire sortant |                      |                |     |        |    |   |  |  |

### Riom-ès-Montagnes
- Maire sortant : Guy Delteil
- 23 sièges à pourvoir au conseil municipal (population légale 2011 : 2 681 habitants)
- 12 sièges à pourvoir au conseil communautaire (CC du Pays Gentiane)

| Tête de liste  | Tête de liste      | Liste          | Premier tour | Premier tour | Second tour | Second tour | Sièges | Sièges |
| Tête de liste  | Tête de liste      | Liste          | Voix         | %            | Voix        | %           | CM     | CC     |
| -------------- | ------------------ | -------------- | ------------ | ------------ | ----------- | ----------- | ------ | ------ |
|                | Marie-Hélène Tible | DVD            | 651          | 42,10        | 765         | 48,85       | 5      | 3      |
|                | François Boisset   | DVG            | 596          | 38,55        | 801         | 51,14       | 18     | 9      |
|                | Michel Lesmarie    | SE             | 299          | 19,34        |             |             |        |        |
|                |                    |                |              |              |             |             |        |        |
| Inscrits       | Inscrits           | Inscrits       | 2 179        | 100,00       | 2 179       | 100,00      |        |        |
| Abstentions    | Abstentions        | Abstentions    | 563          | 25,84        | 579         | 26,57       |        |        |
| Votants        | Votants            | Votants        | 1 616        | 74,16        | 1 600       | 73,43       |        |        |
| Blancs et nuls | Blancs et nuls     | Blancs et nuls | 70           | 4,33         | 34          | 2,13        |        |        |
| Exprimés       | Exprimés           | Exprimés       | 1 546        | 95,67        | 1 566       | 97,88       |        |        |

### Roannes-Saint-Mary
- Maire sortant : Albert Chandon
- 15 sièges à pourvoir au conseil municipal (population légale 2011 : 1 021 habitants)
- 4 sièges à pourvoir au conseil communautaire (CC de la Châtaigneraie Cantalienne)

|                | Géraud Meral           | DVD            | 380 | 58,82  | 12 | 3 |  |  |
|                | Jean-François Cypieres | DVG            | 266 | 41,17  | 3  | 1 |  |  |
|                |                        |                |     |        |    |   |  |  |
| Inscrits       | Inscrits               | Inscrits       | 814 | 100,00 |    |   |  |  |
| Abstentions    | Abstentions            | Abstentions    | 141 | 17,32  |    |   |  |  |
| Votants        | Votants                | Votants        | 673 | 82,68  |    |   |  |  |
| Blancs et nuls | Blancs et nuls         | Blancs et nuls | 27  | 4,01   |    |   |  |  |
| Exprimés       | Exprimés               | Exprimés       | 646 | 95,99  |    |   |  |  |

### Saint-Cernin
- Maire sortant : Noël Delourme
- 15 sièges à pourvoir au conseil municipal (population légale 2011 : 1 086 habitants)
- 4 sièges à pourvoir au conseil communautaire (CC du Pays de Salers)

|                | André Dujols        | DVG            | 421 | 61,10  | 12 | 3 |  |  |
|                | Françoise Marroncle | DVG            | 268 | 38,89  | 3  | 1 |  |  |
|                |                     |                |     |        |    |   |  |  |
| Inscrits       | Inscrits            | Inscrits       | 831 | 100,00 |    |   |  |  |
| Abstentions    | Abstentions         | Abstentions    | 114 | 13,72  |    |   |  |  |
| Votants        | Votants             | Votants        | 717 | 86,28  |    |   |  |  |
| Blancs et nuls | Blancs et nuls      | Blancs et nuls | 28  | 3,91   |    |   |  |  |
| Exprimés       | Exprimés            | Exprimés       | 689 | 96,09  |    |   |  |  |

### Saint-Flour
- Maire sortant : Pierre Jarlier
- 29 sièges à pourvoir au conseil municipal (population légale 2011 : 6 665 habitants)
- 17 sièges à pourvoir au conseil communautaire (CC Saint-Flour Communauté)

|                          | Pierre Jarlier * | DVD            | 1 986 | 74,32  | 26 | 15 |  |  |
|                          | Hervé Cartayrade | DVG            | 686   | 25,67  | 3  | 2  |  |  |
|                          |                  |                |       |        |    |    |  |  |
| Inscrits                 | Inscrits         | Inscrits       | 4 185 | 100,00 |    |    |  |  |
| Abstentions              | Abstentions      | Abstentions    | 1 278 | 30,54  |    |    |  |  |
| Votants                  | Votants          | Votants        | 2 907 | 69,46  |    |    |  |  |
| Blancs et nuls           | Blancs et nuls   | Blancs et nuls | 235   | 8,08   |    |    |  |  |
| Exprimés                 | Exprimés         | Exprimés       | 2 672 | 91,92  |    |    |  |  |
| * Liste du maire sortant |                  |                |       |        |    |    |  |  |

### Saint-Georges
- Maire sortant : Jean-Jacques Monloubou
- 15 sièges à pourvoir au conseil municipal (population légale 2011 : 1 094 habitants)
- 4 sièges à pourvoir au conseil communautaire (CC Saint-Flour Communauté)

|                          | Jean-Jacques Monloubou * | DVG            | 423 | 100,00 | 15 | 4 |  |  |
|                          |                          |                |     |        |    |   |  |  |
| Inscrits                 | Inscrits                 | Inscrits       | 872 | 100,00 |    |   |  |  |
| Abstentions              | Abstentions              | Abstentions    | 232 | 26,61  |    |   |  |  |
| Votants                  | Votants                  | Votants        | 640 | 73,39  |    |   |  |  |
| Blancs et nuls           | Blancs et nuls           | Blancs et nuls | 217 | 33,91  |    |   |  |  |
| Exprimés                 | Exprimés                 | Exprimés       | 423 | 66,09  |    |   |  |  |
| * Liste du maire sortant |                          |                |     |        |    |   |  |  |

### Saint-Mamet-la-Salvetat
- Maire sortant : Éric Fevrier
- 19 sièges à pourvoir au conseil municipal (population légale 2011 : 1 555 habitants)
- 6 sièges à pourvoir au conseil communautaire (CC de la Châtaigneraie Cantalienne)

|                          | Éric Fevrier *   | DVD            | 477   | 50,21  | 15 | 5 |  |  |
|                          | Pascal Delcausse | DVG            | 473   | 49,78  | 4  | 1 |  |  |
|                          |                  |                |       |        |    |   |  |  |
| Inscrits                 | Inscrits         | Inscrits       | 1 164 | 100,00 |    |   |  |  |
| Abstentions              | Abstentions      | Abstentions    | 162   | 13,92  |    |   |  |  |
| Votants                  | Votants          | Votants        | 1 002 | 86,08  |    |   |  |  |
| Blancs et nuls           | Blancs et nuls   | Blancs et nuls | 52    | 5,19   |    |   |  |  |
| Exprimés                 | Exprimés         | Exprimés       | 950   | 94,81  |    |   |  |  |
| * Liste du maire sortant |                  |                |       |        |    |   |  |  |

### Saint-Paul-des-Landes
- Maire sortant : Jean-Pierre Dabernat
- 15 sièges à pourvoir au conseil municipal (population légale 2011 : 1 492 habitants)
- 2 sièges à pourvoir au conseil communautaire (CA du Bassin d'Aurillac)

|                          | Jean-Pierre Dabernat * | DVG            | 519   | 55,09  | 12 | 2 |  |  |
|                          | Serge Gamel            | DVG            | 423   | 44,90  | 3  |   |  |  |
|                          |                        |                |       |        |    |   |  |  |
| Inscrits                 | Inscrits               | Inscrits       | 1 186 | 100,00 |    |   |  |  |
| Abstentions              | Abstentions            | Abstentions    | 191   | 16,10  |    |   |  |  |
| Votants                  | Votants                | Votants        | 995   | 83,90  |    |   |  |  |
| Blancs et nuls           | Blancs et nuls         | Blancs et nuls | 53    | 5,33   |    |   |  |  |
| Exprimés                 | Exprimés               | Exprimés       | 942   | 94,67  |    |   |  |  |
| * Liste du maire sortant |                        |                |       |        |    |   |  |  |

### Saint-Simon
- Maire sortant : Daniel Fabre
- 15 sièges à pourvoir au conseil municipal (population légale 2011 : 1 102 habitants)
- 2 sièges à pourvoir au conseil communautaire (CA du Bassin d'Aurillac)

|                          | Daniel Fabre *     | DVD            | 445 | 61,29  | 12 | 2 |  |  |
|                          | Jean-Marie Rongier | DVG            | 281 | 38,70  | 3  |   |  |  |
|                          |                    |                |     |        |    |   |  |  |
| Inscrits                 | Inscrits           | Inscrits       | 988 | 100,00 |    |   |  |  |
| Abstentions              | Abstentions        | Abstentions    | 209 | 21,15  |    |   |  |  |
| Votants                  | Votants            | Votants        | 779 | 78,85  |    |   |  |  |
| Blancs et nuls           | Blancs et nuls     | Blancs et nuls | 53  | 6,80   |    |   |  |  |
| Exprimés                 | Exprimés           | Exprimés       | 726 | 93,20  |    |   |  |  |
| * Liste du maire sortant |                    |                |     |        |    |   |  |  |

### Sansac-de-Marmiesse
- Maire sortant : Georges Juillard
- 15 sièges à pourvoir au conseil municipal (population légale 2011 : 1 301 habitants)
- 2 sièges à pourvoir au conseil communautaire (CA du Bassin d'Aurillac)

|                          | Georges Juillard * | DVG            | 490   | 100,00 | 15 | 2 |  |  |
|                          |                    |                |       |        |    |   |  |  |
| Inscrits                 | Inscrits           | Inscrits       | 1 062 | 100,00 |    |   |  |  |
| Abstentions              | Abstentions        | Abstentions    | 387   | 36,44  |    |   |  |  |
| Votants                  | Votants            | Votants        | 675   | 63,56  |    |   |  |  |
| Blancs et nuls           | Blancs et nuls     | Blancs et nuls | 185   | 27,41  |    |   |  |  |
| Exprimés                 | Exprimés           | Exprimés       | 490   | 72,59  |    |   |  |  |
| * Liste du maire sortant |                    |                |       |        |    |   |  |  |

### Vézac
- Maire sortant : Alain Verouil
- 15 sièges à pourvoir au conseil municipal (population légale 2011 : 1 172 habitants)
- 2 sièges à pourvoir au conseil communautaire (CA du Bassin d'Aurillac)

|                | Jean-Luc Lentier | DVG            | 529 | 100,00 | 15 | 2 |  |  |
|                |                  |                |     |        |    |   |  |  |
| Inscrits       | Inscrits         | Inscrits       | 954 | 100,00 |    |   |  |  |
| Abstentions    | Abstentions      | Abstentions    | 269 | 28,20  |    |   |  |  |
| Votants        | Votants          | Votants        | 685 | 71,80  |    |   |  |  |
| Blancs et nuls | Blancs et nuls   | Blancs et nuls | 156 | 22,77  |    |   |  |  |
| Exprimés       | Exprimés         | Exprimés       | 529 | 77,23  |    |   |  |  |

### Vic-sur-Cère
- Maire sortant : Louis-Jacques Liandier
- 19 sièges à pourvoir au conseil municipal (population légale 2011 : 1 976 habitants)
- 11 sièges à pourvoir au conseil communautaire (CC Cère et Goul en Carladès)

|                          | Dominique Bru            | PS             | 575   | 50,52  | 15 | 9 |  |  |
|                          | Louis-Jacques Liandier * | UMP            | 563   | 49,47  | 4  | 2 |  |  |
|                          |                          |                |       |        |    |   |  |  |
| Inscrits                 | Inscrits                 | Inscrits       | 1 545 | 100,00 |    |   |  |  |
| Abstentions              | Abstentions              | Abstentions    | 339   | 21,94  |    |   |  |  |
| Votants                  | Votants                  | Votants        | 1 206 | 78,06  |    |   |  |  |
| Blancs et nuls           | Blancs et nuls           | Blancs et nuls | 68    | 5,64   |    |   |  |  |
| Exprimés                 | Exprimés                 | Exprimés       | 1 138 | 94,36  |    |   |  |  |
| * Liste du maire sortant |                          |                |       |        |    |   |  |  |

### Ydes
- Maire sortant : Guy Lacam
- 19 sièges à pourvoir au conseil municipal (population légale 2011 : 1 822 habitants)
- 8 sièges à pourvoir au conseil communautaire (CC Sumène Artense)

|                          | Guy Lacam *    | SE             | 581   | 100,00 | 19 | 8 |  |  |
|                          |                |                |       |        |    |   |  |  |
| Inscrits                 | Inscrits       | Inscrits       | 1 409 | 100,00 |    |   |  |  |
| Abstentions              | Abstentions    | Abstentions    | 429   | 30,45  |    |   |  |  |
| Votants                  | Votants        | Votants        | 980   | 69,55  |    |   |  |  |
| Blancs et nuls           | Blancs et nuls | Blancs et nuls | 399   | 40,71  |    |   |  |  |
| Exprimés                 | Exprimés       | Exprimés       | 581   | 59,29  |    |   |  |  |
| * Liste du maire sortant |                |                |       |        |    |   |  |  |

### Ytrac
- Maire sortant : Thierry Galeau
- 27 sièges à pourvoir au conseil municipal (population légale 2011 : 3 937 habitants)
- 4 sièges à pourvoir au conseil communautaire (CA du Bassin d'Aurillac)

|                | Roland Cornet    | DVD            | 1 168 | 52,75  | 21 | 3 |  |  |
|                | Patrick Madamour | DVG            | 707   | 31,93  | 4  | 1 |  |  |
|                | Gérard Vignal    | DVG            | 339   | 15,31  | 2  |   |  |  |
|                |                  |                |       |        |    |   |  |  |
| Inscrits       | Inscrits         | Inscrits       | 3 265 | 100,00 |    |   |  |  |
| Abstentions    | Abstentions      | Abstentions    | 932   | 28,55  |    |   |  |  |
| Votants        | Votants          | Votants        | 2 333 | 71,45  |    |   |  |  |
| Blancs et nuls | Blancs et nuls   | Blancs et nuls | 119   | 5,10   |    |   |  |  |
| Exprimés       | Exprimés         | Exprimés       | 2 214 | 94,90  |    |   |  |  |